# Pemynoos Indian Reserve 9
Pemynoos Indian Reserve 9 är ett reservat i Kanada.   Det ligger i provinsen British Columbia, i den södra delen av landet, 3 400 km väster om huvudstaden Ottawa.
I omgivningarna runt Pemynoos Indian Reserve 9 växer i huvudsak barrskog. Trakten runt Pemynoos Indian Reserve 9 är nära nog obefolkad, med mindre än två invånare per kvadratkilometer.